# Кубок Англії з футболу 1953—1954
Кубок Англії з футболу 1953—1954 — 73-й розіграш найстарішого футбольного турніру у світі, Кубка виклику Футбольної Асоціації, також відомого як Кубок Англії. Вчетверте титул здобув Вест-Бромвіч Альбіон.

## Перший раунд
| Дата                      | Господарі                   | Рахунок | Гості                      |
| ------------------------- | --------------------------- | ------- | -------------------------- |
| 21 листопада              | Дарлінгтон                  | 1:3     | Порт Вейл                  |
| 21 листопада              | Гастінгс Юнайтед            | 1:0     | Гілфорд Сіті               |
| 21 листопада              | Бат Сіті                    | 0:3     | Волсолл                    |
| 21 листопада              | Фінчлі                      | 1:3     | Саутенд Юнайтед            |
| 21 листопада              | Саутгемптон                 | 1:1     | Борнмут енд Боском Атлетік |
| 25 листопада Перегравання | Борнмут енд Боском Атлетік  | 3:1     | Саутгемптон                |
| 21 листопада              | Веймут                      | 2:0     | Бедфорд Таун               |
| 21 листопада              | Йовіл Таун                  | 0:2     | Норвіч Сіті                |
| 21 листопада              | Грімсбі Таун                | 2:0     | Рочдейл                    |
| 21 листопада              | Кру Александра              | 0:0     | Бредфорд Сіті              |
| 25 листопада Перегравання | Бредфорд Сіті               | 0:1     | Кру Александра             |
| 21 листопада              | Гейнсборо Триніті           | 1:4     | Честерфілд                 |
| 21 листопада              | Свіндон Таун                | 2:1     | Ньюпорт                    |
| 21 листопада              | Іпсвіч Таун                 | 4:1     | Редінг                     |
| 21 листопада              | Стокпорт Каунті             | 4:2     | Честер                     |
| 21 листопада              | Квінз Парк Рейнджерс        | 2:0     | Шрусбері Таун              |
| 21 листопада              | Барнслі                     | 5:2     | Йорк Сіті                  |
| 21 листопада              | Нортгемптон Таун            | 3:0     | Лланеллі                   |
| 21 листопада              | Гарвіч-енд-Паркстон         | 2:3     | Гедінгтон Юнайтед          |
| 21 листопада              | Грейт Ярмут Таун            | 1:0     | Крістал Пелес              |
| 21 листопада              | Брайтон енд Гоув Альбіон    | 5:1     | Ковентрі Сіті              |
| 21 листопада              | Спеннімур Юнайтед           | 0:3     | Барроу                     |
| 21 листопада              | Гітчін Таун                 | 1:3     | Пітерборо Юнайтед          |
| 21 листопада              | Віттон Альбіон              | 4:1     | Нельсон                    |
| 21 листопада              | Ексетер Сіті                | 1:1     | Герефорд Юнайтед           |
| 26 листопада Перегравання | Герефорд Юнайтед            | 2:0     | Ексетер Сіті               |
| 21 листопада              | Гартліпул Юнайтед           | 1:1     | Менсфілд Таун              |
| 25 листопада Перегравання | Менсфілд Таун               | 0:3     | Гартліпул Юнайтед          |
| 21 листопада              | Сканторп-енд-Ліндсі Юнайтед | 9:0     | Бостон Юнайтед             |
| 21 листопада              | Блайт Спартанс              | 0:1     | Аккрінгтон Стенлі          |
| 21 листопада              | Галіфакс Таун               | 0:0     | Ріл                        |
| 26 листопада Перегравання | Ріл                         | 4:3     | Галіфакс Таун              |
| 21 листопада              | Саутпорт                    | 1:0     | Карлайл Юнайтед            |
| 21 листопада              | Селбі Таун                  | 0:2     | Бредфорд Парк-Авеню        |
| 21 листопада              | Торкі Юнайтед               | 1:3     | Бристоль Сіті              |
| 21 листопада              | Воркінгтон                  | 3:0     | Феррігілл Атлетік          |
| 21 листопада              | Волтемстоу Авеню            | 1:0     | Джиллінгем                 |
| 21 листопада              | Олдершот                    | 5:3     | Веллінгтон Таун            |
| 21 листопада              | Горден Ком'юніті Велфар     | 0:1     | Рексем                     |
| 21 листопада              | Ґейтсгед                    | 1:2     | Транмер Роверз             |
| 21 листопада              | Віган Атлетік               | 4:0     | Скарборо                   |
| 21 листопада              | Колчестер Юнайтед           | 1:1     | Міллволл                   |
| 23 листопада Перегравання | Міллволл                    | 4:0     | Колчестер Юнайтед          |
| 21 листопада              | Лейтон Орієнт               | 3:0     | Кеттерінг Таун             |
| 21 листопада              | Нанітон Боро                | 3:0     | Вотфорд                    |
| 21 листопада              | Кембридж Юнайтед            | 2:2     | Ньюпорт Каунті             |
| 26 листопада Перегравання | Ньюпорт Каунті              | 1:2     | Кембридж Юнайтед           |

## Другий раунд
До другого раунду увійшли переможці першого раунду. 
| Дата                   | Господарі                   | Рахунок | Гості                      |
| ---------------------- | --------------------------- | ------- | -------------------------- |
| 12 грудня              | Гастінгс Юнайтед            | 4:1     | Свіндон Таун               |
| 12 грудня              | Барроу                      | 5:2     | Грейт Ярмут Таун           |
| 12 грудня              | Волсолл                     | 3:0     | Кру Александра             |
| 12 грудня              | Рексем                      | 1:1     | Брайтон енд Гоув Альбіон   |
| 16 грудня Перегравання | Брайтон енд Гоув Альбіон    | 1:1     | Рексем                     |
| 21 грудня Перегравання | Рексем                      | 3:1     | Брайтон енд Гоув Альбіон   |
| 12 грудня              | Іпсвіч Таун                 | 2:2     | Волтемстоу Авеню           |
| 16 грудня Перегравання | Волтемстоу Авеню            | 0:1     | Іпсвіч Таун                |
| 12 грудня              | Стокпорт Каунті             | 2:1     | Воркінгтон                 |
| 12 грудня              | Квінз Парк Рейнджерс        | 1:1     | Нанітон Боро               |
| 17 грудня Перегравання | Нанітон Боро                | 1:2     | Квінз Парк Рейнджерс       |
| 12 грудня              | Аккрінгтон Стенлі           | 2:2     | Транмер Роверз             |
| 16 грудня Перегравання | Транмер Роверз              | 5:1     | Аккрінгтон Стенлі          |
| 12 грудня              | Нортгемптон Таун            | 1:1     | Гартліпул Юнайтед          |
| 16 грудня Перегравання | Гартліпул Юнайтед           | 1:0     | Нортгемптон Таун           |
| 12 грудня              | Ріл                         | 0:3     | Бристоль Сіті              |
| 12 грудня              | Норвіч Сіті                 | 2:1     | Барнслі                    |
| 12 грудня              | Міллволл                    | 3:3     | Гедінгтон Юнайтед          |
| 17 грудня Перегравання | Гедінгтон Юнайтед           | 1:0     | Міллволл                   |
| 12 грудня              | Віттон Альбіон              | 1:1     | Грімсбі Таун               |
| 15 грудня Перегравання | Грімсбі Таун                | 6:1     | Віттон Альбіон             |
| 12 грудня              | Саутенд Юнайтед             | 1:2     | Честерфілд                 |
| 12 грудня              | Сканторп-енд-Ліндсі Юнайтед | 1:0     | Борнмут енд Боском Атлетік |
| 12 грудня              | Саутпорт                    | 1:1     | Порт Вейл                  |
| 14 грудня Перегравання | Порт Вейл                   | 2:0     | Саутпорт                   |
| 12 грудня              | Віган Атлетік               | 4:1     | Герефорд Юнайтед           |
| 12 грудня              | Пітерборо Юнайтед           | 2:1     | Олдершот                   |
| 12 грудня              | Лейтон Орієнт               | 4:0     | Веймут                     |
| 12 грудня              | Кембридж Юнайтед            | 1:2     | Бредфорд Парк-Авеню        |

## Третій раунд
| Дата                  | Господарі                   | Рахунок | Гості                       |
| --------------------- | --------------------------- | ------- | --------------------------- |
| 9 січня               | Блекпул                     | 1:1     | Лутон Таун                  |
| 13 січня Перегравання | Лутон Таун                  | 0:0     | Блекпул                     |
| 18 січня Перегравання | Блекпул                     | 1:1     | Лутон Таун                  |
| 25 січня Перегравання | Лутон Таун                  | 0:2     | Блекпул                     |
| 9 січня               | Честерфілд                  | 3:0     | Бері                        |
| 9 січня               | Гастінгс Юнайтед            | 3:3     | Норвіч Сіті                 |
| 13 січня Перегравання | Норвіч Сіті                 | 3:0     | Гастінгс Юнайтед            |
| 9 січня               | Барроу                      | 2:2     | Свонсі Сіті                 |
| 14 січня Перегравання | Свонсі Сіті                 | 4:2     | Барроу                      |
| 9 січня               | Бристоль Сіті               | 1:3     | Ротергем Юнайтед            |
| 9 січня               | Бернлі                      | 5:3     | Манчестер Юнайтед           |
| 9 січня               | Шеффілд Венсдей             | 1:1     | Шеффілд Юнайтед             |
| 13 січня Перегравання | Шеффілд Юнайтед             | 1:3     | Шеффілд Венсдей             |
| 9 січня               | Болтон Вондерерз            | 1:0     | Ліверпуль                   |
| 9 січня               | Грімсбі Таун                | 5:5     | Фулгем                      |
| 18 січня Перегравання | Фулгем                      | 3:1     | Грімсбі Таун                |
| 9 січня               | Вулвергемптон Вондерерз     | 1:2     | Бірмінгем Сіті              |
| 9 січня               | Мідлсбро                    | 0:0     | Лестер Сіті                 |
| 14 січня Перегравання | Лестер Сіті                 | 3:2     | Мідлсбро                    |
| 9 січня               | Вест-Бромвіч Альбіон        | 1:0     | Челсі                       |
| 9 січня               | Сандерленд                  | 0:2     | Донкастер Роверз            |
| 9 січня               | Дербі Каунті                | 0:2     | Престон Норт-Енд            |
| 9 січня               | Лінкольн Сіті               | 1:1     | Волсолл                     |
| 14 січня Перегравання | Волсолл                     | 1:1     | Лінкольн Сіті               |
| 18 січня Перегравання | Лінкольн Сіті               | 2:1     | Волсолл                     |
| 9 січня               | Евертон                     | 2:1     | Ноттс Каунті                |
| 9 січня               | Рексем                      | 3:3     | Сканторп-енд-Ліндсі Юнайтед |
| 14 січня Перегравання | Сканторп-енд-Ліндсі Юнайтед | 3:1     | Рексем                      |
| 9 січня               | Іпсвіч Таун                 | 3:3     | Олдем Атлетік               |
| 12 січня Перегравання | Олдем Атлетік               | 0:1     | Іпсвіч Таун                 |
| 9 січня               | Транмер Роверз              | 2:2     | Лейтон Орієнт               |
| 14 січня Перегравання | Лейтон Орієнт               | 4:1     | Транмер Роверз              |
| 9 січня               | Стокпорт Каунті             | 0:0     | Гедінгтон Юнайтед           |
| 14 січня Перегравання | Гедінгтон Юнайтед           | 1:0     | Стокпорт Каунті             |
| 9 січня               | Ньюкасл Юнайтед             | 2:2     | Віган Атлетік               |
| 13 січня Перегравання | Віган Атлетік               | 2:3     | Ньюкасл Юнайтед             |
| 9 січня               | Квінз Парк Рейнджерс        | 0:1     | Порт Вейл                   |
| 9 січня               | Брентфорд                   | 0:0     | Галл Сіті                   |
| 14 січня Перегравання | Галл Сіті                   | 2:2     | Брентфорд                   |
| 18 січня Перегравання | Брентфорд                   | 2:5     | Галл Сіті                   |
| 9 січня               | Бристоль Роверз             | 0:1     | Блекберн Роверз             |
| 9 січня               | Портсмут                    | 3:3     | Чарльтон Атлетік            |
| 14 січня Перегравання | Чарльтон Атлетік            | 2:3     | Портсмут                    |
| 9 січня               | Вест Гем Юнайтед            | 4:0     | Гаддерсфілд Таун            |
| 9 січня               | Плімут Аргайл               | 2:0     | Ноттінгем Форест            |
| 9 січня               | Бредфорд Парк-Авеню         | 2:5     | Манчестер Сіті              |
| 9 січня               | Кардіфф Сіті                | 3:1     | Пітерборо Юнайтед           |
| 9 січня               | Арсенал                     | 5:1     | Астон Вілла                 |
| 9 січня               | Лідс Юнайтед                | 3:3     | Тоттенгем Готспур           |
| 13 січня Перегравання | Тоттенгем Готспур           | 1:0     | Лідс Юнайтед                |
| 9 січня               | Сток Сіті                   | 6:2     | Гартліпул Юнайтед           |

## Четвертий раунд
У цьому раунді зіграли переможці попереднього етапу.
| Дата                  | Господарі                   | Рахунок | Гості                       |
| --------------------- | --------------------------- | ------- | --------------------------- |
| 30 січня              | Бернлі                      | 1:1     | Ньюкасл Юнайтед             |
| 3 лютого Перегравання | Ньюкасл Юнайтед             | 1:0     | Бернлі                      |
| 30 січня              | Блекберн Роверз             | 2:2     | Галл Сіті                   |
| 4 лютого Перегравання | Галл Сіті                   | 2:1     | Блекберн Роверз             |
| 30 січня              | Шеффілд Венсдей             | 0:0     | Честерфілд                  |
| 3 лютого Перегравання | Честерфілд                  | 2:4     | Шеффілд Венсдей             |
| 30 січня              | Вест-Бромвіч Альбіон        | 4:0     | Ротергем Юнайтед            |
| 30 січня              | Лінкольн Сіті               | 0:2     | Престон Норт-Енд            |
| 30 січня              | Евертон                     | 3:0     | Свонсі Сіті                 |
| 30 січня              | Іпсвіч Таун                 | 1:0     | Бірмінгем Сіті              |
| 30 січня              | Манчестер Сіті              | 0:1     | Тоттенгем Готспур           |
| 30 січня              | Вест Гем Юнайтед            | 1:1     | Блекпул                     |
| 3 лютого Перегравання | Блекпул                     | 3:1     | Вест Гем Юнайтед            |
| 30 січня              | Плімут Аргайл               | 0:2     | Донкастер Роверз            |
| 30 січня              | Сканторп-енд-Ліндсі Юнайтед | 1:1     | Портсмут                    |
| 3 лютого Перегравання | Портсмут                    | 2:2     | Сканторп-енд-Ліндсі Юнайтед |
| 8 лютого Перегравання | Сканторп-енд-Ліндсі Юнайтед | 0:4     | Портсмут                    |
| 30 січня              | Кардіфф Сіті                | 0:2     | Порт Вейл                   |
| 30 січня              | Арсенал                     | 1:2     | Норвіч Сіті                 |
| 30 січня              | Сток Сіті                   | 0:0     | Лестер Сіті                 |
| 2 лютого Перегравання | Лестер Сіті                 | 3:1     | Сток Сіті                   |
| 30 січня              | Гедінгтон Юнайтед           | 2:4     | Болтон Вондерерз            |
| 30 січня              | Лейтон Орієнт               | 2:1     | Фулгем                      |

## П'ятий раунд
На цьому етапі зіграли переможці попереднього раунду.
| Дата                   | Господарі            | Рахунок | Гості             |
| ---------------------- | -------------------- | ------- | ----------------- |
| 20 лютого              | Престон Норт-Енд     | 6:1     | Іпсвіч Таун       |
| 20 лютого              | Шеффілд Венсдей      | 3:1     | Евертон           |
| 20 лютого              | Болтон Вондерерз     | 0:0     | Портсмут          |
| 24 лютого Перегравання | Портсмут             | 1:2     | Болтон Вондерерз  |
| 20 лютого              | Вест-Бромвіч Альбіон | 3:2     | Ньюкасл Юнайтед   |
| 20 лютого              | Норвіч Сіті          | 1:2     | Лестер Сіті       |
| 20 лютого              | Галл Сіті            | 1:1     | Тоттенгем Готспур |
| 24 лютого Перегравання | Тоттенгем Готспур    | 2:0     | Галл Сіті         |
| 20 лютого              | Порт Вейл            | 2:0     | Блекпул           |
| 20 лютого              | Лейтон Орієнт        | 3:1     | Донкастер Роверз  |

## Шостий раунд
На цьому етапі зіграли переможці попереднього раунду.
| Дата                    | Господарі            | Рахунок | Гості             |
| ----------------------- | -------------------- | ------- | ----------------- |
| 13 березня              | Лестер Сіті          | 1:1     | Престон Норт-Енд  |
| 17 березня Перегравання | Престон Норт-Енд     | 2:2     | Лестер Сіті       |
| 22 березня Перегравання | Лестер Сіті          | 1:3     | Престон Норт-Енд  |
| 13 березня              | Шеффілд Венсдей      | 1:1     | Болтон Вондерерз  |
| 17 березня Перегравання | Болтон Вондерерз     | 0:2     | Шеффілд Венсдей   |
| 13 березня              | Вест-Бромвіч Альбіон | 3:0     | Тоттенгем Готспур |
| 13 березня              | Лейтон Орієнт        | 0:1     | Порт Вейл         |

## Півфінали
У півфіналах зіграли команди, що перемогли на попередньому етапі.
| Дата       | Господарі            | Рахунок | Гості           |
| ---------- | -------------------- | ------- | --------------- |
| 27 березня | Престон Норт-Енд     | 2:0     | Шеффілд Венсдей |
| 27 березня | Вест-Бромвіч Альбіон | 2:1     | Порт Вейл       |

## Фінал
| 1 травня 1954 |

| Вест-Бромвіч Альбіон              | 3:2      | Престон Норт-Енд        |
| --------------------------------- | -------- | ----------------------- |
| Аллен 21', 63' (пен.) Гріффін 87' | Протокол | Моррісон 35' Веймен 51' |

| Вемблі, Лондон Глядачів: 100 000 Арбітр: Артур Луті |